# Maria Kirchgasser-Pichler
Maria Kirchgasser-Pichler (ur. 26 listopada 1970 w Radstadt) – austriacka snowboardzistka, brązowa medalistka mistrzostw świata.

## Kariera
Po raz pierwszy na arenie międzynarodowej pojawiła się 6 stycznia 1996 roku w Embach, gdzie w zawodach FIS Race zajęła dziewiąte miejsce w slalomie równoległym (PSL). W zawodach Pucharu Świata zadebiutowała sześć dni później w Zell am See, zajmując drugie miejsce w gigancie. Tym samym już w swoim debiucie nie tylko wywalczyła pierwsze pucharowe punkty, ale od razu stanęła na podium. W zawodach tych rozdzieliła Francuzkę Karine Ruby i swą rodaczkę, Alexandrę Krings. Łącznie siedem razy stawała na podium zawodów PŚ, odnosząc przy tym trzy zwycięstwa: 14 marca 1997 roku w Morzine w gigancie, 20 marca 2002 roku w Tandådalen w gigancie równoległym (PGS) i 18 grudnia 2002 roku w Whistler slalomie równoległym. Najlepsze wyniki osiągnęła w sezonie 1996/1997, kiedy to zajęła 19. miejsce w klasyfikacji generalnej, a w klasyfikacji giganta była piąta.
Jej największym sukcesem jest brązowy medal w snowcrossie na mistrzostwach świata w San Candido w 1997 roku. Uległa tam tylko Karine Ruby i kolejnej Austriaczce, Manueli Riegler. Był to jej jedyny medal wywalczony na międzynarodowej imprezie tej rangi. Zajęła też między innymi szóste miejsce w PSL na mistrzostwach świata w Madonna di Campiglio w 2001 roku oraz w PGS podczas rozgrywanych dwa lata później mistrzostw świata w Kreischbergu. Brała również udział w igrzyskach olimpijskich w Salt Lake City w 2002 roku, gdzie zajęła piąte miejsce w gigancie równoległym.
W 2004 r. zakończyła karierę.

## Osiągnięcia

### Igrzyska olimpijskie
| Miejsce | Dzień     | Rok  | Miejscowość    | Konkurencja       | Zwyciężczyni   |
| ------- | --------- | ---- | -------------- | ----------------- | -------------- |
| 5.      | 15 lutego | 2002 | Salt Lake City | Gigant równoległy | Isabelle Blanc |

### Mistrzostwa świata
| Miejsce | Dzień       | Rok  | Miejscowość          | Konkurencja       | Zwyciężczyni      |
| ------- | ----------- | ---- | -------------------- | ----------------- | ----------------- |
| 9.      | 26 stycznia | 1996 | Lienz                | Gigant            | Karine Ruby       |
| 11.     | 28 stycznia | 1996 | Lienz                | Slalom równoległy | Marion Posch      |
| 7.      | 21 stycznia | 1997 | San Candido          | Gigant            | Sondra van Ert    |
| 3.      | 26 stycznia | 1997 | San Candido          | Snowboardcross    | Karine Ruby       |
| 11.     | 12 stycznia | 1999 | Berchtesgaden        | Gigant            | Margherita Parini |
| 25.     | 14 stycznia | 1999 | Berchtesgaden        | Gigant równoległy | Isabelle Blanc    |
| 19.     | 17 stycznia | 1999 | Berchtesgaden        | Snowboardcross    | Julie Pomagalski  |
| 12.     | 24 stycznia | 2001 | Madonna di Campiglio | Gigant równoległy | Ursula Bruhin     |
| 6.      | 26 stycznia | 2001 | Madonna di Campiglio | Slalom równoległy | Karine Ruby       |
| 6.      | 13 stycznia | 2003 | Kreischberg          | Gigant równoległy | Ursula Bruhin     |
| 18.     | 15 stycznia | 2003 | Kreischberg          | Slalom równoległy | Isabelle Blanc    |

### Puchar Świata

#### Miejsca w klasyfikacji generalnej
- sezon 1995/1996: 24.
- sezon 1996/1997: 19.
- sezon 1997/1998: 36.
- sezon 1998/1999: 22.
- sezon 1999/2000: 42.
- sezon 2000/2001: 32.
- sezon 2001/2002: -
- sezon 2002/2003: -
- sezon 2003/2004: -

#### Miejsca na podium
1. La Bresse – 12 stycznia 1996 (gigant) - 2. miejsce
2. Morzine – 14 marca 1997 (gigant) - 1. miejsce
3. Ruka – 15 marca 2001 (slalom równoległy) - 2. miejsce
4. Tandådalen – 20 marca 2002 (gigant równoległy) - 1. miejsce
5. Whistler – 18 grudnia 2002 (slalom równoległy) - 1. miejsce
6. Arosa – 14 marca 2003 (gigant równoległy) - 2. miejsce
7. Sölden – 18 października 2003 (gigant równoległy) - 2. miejsce

- w sumie 3 zwycięstwa i 4 drugie miejsca.